# Herbert Sylvester Clements
Pour les articles homonymes, voir Clements.
Herbert Sylvester Clements (8 novembre 1865-30 novembre 1939) est un homme politique canadien de l'Ontario et de la Colombie-Britannique. Il est député fédéral conservateur de la circonscription ontarienne de Kent-Ouest de 1904 à 1908 et des circonscriptions britanno-colombiennes de Comox—Atlin de 1911 à 1917 et de Comox—Alberni de 1917 à 1921.

## Hommage
La ville de Port Clements (en) en Colombie-Britannique est nommée en son honneur. La ville située sur Haïda Gwaïi (anciennement îles de la Reine-Charlotte), faisait partie de la circonscription de Comox—Atlin.